# اس‌اف‌آر
اس‌اف‌آر (به فرانسوی: société française du radiotéléphone) مشهور به SFR یکی از ۴ اپراتور بزرگ تلفن ثابت در کشور فرانسه می‌باشد. این شرکت در سال ۱۹۸۷ توسط Compagnie générale des eaux ایجاد شد. در سال ۲۰۱۱ این اپراتور داری ۲۱ میلیون مشتری تلفن همراه و نزدیک به ۵ میلیون مشتری تلفن ثابت (اینترنت سرعت بالا؛ تلفن و تلویزیون) بوده است. در حال حاضر شرکت فرانسوی ویوندی مالک اصلی این شرکت، به‌شمار می‌آید.